# Васильевка (Елецкий район)
Васильевка — деревня Малобоевского сельсовета Елецкого района Липецкой области.

## География
Через Васильевку протекает ручей Паниковец и проходит просёлочная дорога.
В деревне имеется улица — Широкая.

## Население
| 2010 |
| ---- |
| 0    |